# Marcel Kube
Marcel Kube (* 14. Oktober 1987 in Hennigsdorf) ist ein deutscher Koch.

## Werdegang
Nach der Ausbildung im Vier-Sterne-Hotel  Mercure in Hennigsdorf ging Kube 2008 in das Relais & Chateau Hotel Seesteg auf Norderney. Er arbeitete dort im gleichnamigen Restaurant Seesteg unter der Küchen-Leitung von Markus Kebschull. Das Restaurant hat seit 2012 einen Stern im Guide Michelin. 2013 war er kurzzeitig im bean & beluga von Stefan Hermann in Dresden, ebenfalls ein Sternerestaurant. Im September desselben Jahres übernahm er seine erste Küchenchef-Position im Bar-Restaurant William im Schauspielhaus Dresden unter Patron Stefan Hermann. Ab 2016 war er Küchenchef im Restaurant Atelier Sanssouci im Hotel Villa Sorgenfrei in Radebeul, das Hermann 2015 übernommen hatte. Im November 2016 wurde dieses Restaurant vom Restaurantführer Gault&Millau mit 16 Punkten ausgezeichnet, im Februar 2019 folgte ein Stern im Guide Michelin. Außerdem siegte das Atelier Sanssouci 2019 im Dresdner Menü-Wettbewerb Kochsternstunden. Ab Oktober 2020 war Kube Küchenchef im Restaurant ElbUferei im Hotel Arcotel HafenCity in Dresden. Seit 2024 ist Marcel Kube als Küchenchef im Gourmetrestaurant "1751" des Weinhaus Uhle in Schwerin tätig.

## Auszeichnungen
- 2016: 16 Punkte, Gault&Millau
- 2019:  1 Stern, Guide Michelin
- 2019:  1. Platz im Dresdner Wettbewerb Kochsternstunden